# Babica (film, 1940)
Babica (češko Babička) je češki črno-beli romantično-dramski film iz leta 1940, ki ga je režiral František Čáp in zanj napisal tudi scenarij skupaj s Karlom Hašlerjem in Václavom Wassermanom po klasičnem istoimenskem romanu Božene Němcové. Film je produciral Vilém Brož, glasbo pa napisal Jiří Fiala. V glavnih vlogah nastopajo Terezie Brzková, Světla Svozilová in Karel Trešňák. Zgodba prikazuje preprosto starko (Brzková), ki se s hčerko Terezko (Světla Svozilová) in vnukinjo Barunko (Tanská) preseli na Staré bělidlo.
Primerno je bil prikazan 15. novembra 1940 v čeških kinematografih. Čap je sledil romanu in pustil konec odprt, s čimer je nasprotoval češkim cenzorjem, ki so želeli ugajati nacističnim okupatorjem. Zaradi tega so film desetkrat zavrnili, enajstič pa je bil odobren brez sprememb. Čap se je izkazal z izbiro amaterskih igralcev, navdušil gledalce in postal najbolj cenjen češki režiser.

## Vloge
- Terezie Brzková kot babica
- Nataša Tanská kot Barunka
- Jitka Dušková kot Adélka
- Dagmar Appelová kot Adélka (starejši)
- Karel Třešňák kot Jan Prošek
- Světla Svozilová kot Terezka Prošková
- Jiřina Štěpničková kot Viktorka
- Gustav Nezval kot črni lovec
- Marie Glázrová kot princesa
- Nora Cífková kot kontesa Hortenzie
- Jaroslav Průcha kot reisenburški lovec
- Anna Steimarová kot kovačka
- Josef Vošalík kot administrator
- Stanislav Neumann kot pisar
- Božena Šustrová kot Kristla
- Jiří Dohnal kot Jakub
- Karel Kolár kot Kristlin oče
- Marie Blažková kot mlinarka
- Marie Skalická kot Mančí
- Vladimír Řepa kot Kudrna
- Helena Málková kot Kudrnin otrok